# Киянка (Новоград-Волынский район)
Ки́янка (укр. Киянка) — село на Украине, основано в 1565 году, находится в Новоград-Волынском районе Житомирской области.
Население по переписи 2001 года составляет 684 человека. Почтовый индекс — 11786. Телефонный код — 4141. Занимает площадь 3,79 км².

## Адрес местного совета
11786, Житомирская область, Новоград-Волынский р-н, с. Киянка